# Longtian (sockenhuvudort i Kina, Jiangxi Sheng, lat 27,02, long 114,03)
Longtian är en sockenhuvudort i Kina. Den ligger i provinsen Jiangxi, i den sydöstra delen av landet, omkring 260 kilometer sydväst om provinshuvudstaden Nanchang. Antalet invånare är 17 389. Befolkningen består av 8 492 kvinnor och 8 897 män. Barn under 15 år utgör 22,0 %, vuxna 15-64 år 69 %, och äldre över 65 år 8,0 %.
Runt Longtian är det ganska tätbefolkat, med 192 invånare per kvadratkilometer. Närmaste större samhälle är Qinting, 14,1 km nordväst om Longtian. I omgivningarna runt Longtian växer i huvudsak blandskog.
Genomsnittlig årsnederbörd är 2 003 millimeter. Den regnigaste månaden är maj, med i genomsnitt 314 mm nederbörd, och den torraste är oktober, med 38 mm nederbörd.